# Blackballed
Blackballed è un EP del rapper statunitense 6ix9ine, pubblicato il 12 gennaio 2024.

## Descrizione
L'EP contiene i due singoli Shaka Laka (con Kodak Black, Trifedrew e Yailin La Mas Viral) e Feefafo, insieme a Ben El Tavori e Yailin La Mas Viral, già pubblicati in precedenza, oltre a sette brani inediti.

## Tracce
1. G Lock – 1:32
2. Gooo – 2:14
3. Fah (feat. TrifeDrew) – 2:03
4. 100 Ways – 1:47
5. Buddy (feat. TrifeDrew) – 2:07
6. Simmy – 1:39
7. Nada – 1:29
8. Feefafo (feat. Ben El Tavori, Yailin La Mas Viral) – 3:11
9. Shaka Laka (feat. TrifeDrew, Kodak Black, Yailin La Mas Viral) – 2:57